# Mike Ratledge
Michael Roland "Mike" Ratledge, född 6 maj 1943 i Maidstone, Kent, död 5 februari 2025, var en brittisk klaviaturmusiker. Han var en framstående musiker inom "the Canterbury scene" och grundare och långvarig medlem som organist i musikgruppen Soft Machine. Faktum är att Ratledge var den av grundarna till Soft Machine som stannade längst i gruppen. Han var medlem från 1966 fram till 1976 och under dessa år genomgick gruppen många medlemsbyten. Ratledge medverkade även på flera av Kevin Ayers soloalbum och på Syd Barretts soloalbum The Madcap Laughs.